# Retour à Sullivan's Crossing
Retour à Sullivan's Crossing (Sullivan's Crossing) est une série télévisée canadienne créée par Roma Roth, et diffusée depuis le 19 mars 2023 sur le réseau CTV et aux États-Unis depuis le 4 octobre 2023 sur le réseau The CW.
Au Québec, la série est mise en ligne depuis le 5 juillet 2023 sur Crave puis diffusée à la télévision sur Noovo. En France, la série est disponible depuis le 16 décembre 2024 sur TF1+. Elle reste inédite dans les autres pays francophones.

## Synopsis
Maggie Sullivan, une neurochirurgienne de Boston, est forcée de retourner dans sa petite ville natale après un scandale professionnel. De retour, elle retrouve son père éloigné, Sully, et tente de reconstruire sa vie tout en renouant avec ses racines. Maggie est confrontée à des secrets de famille, des conflits du passé et des romances inattendues, notamment avec Cal Jones, un mystérieux inconnu qui s’installe également dans la ville.

## Distribution

### Acteurs principaux
- Morgan Kohan (VFB : Séverine Cayron ; VQ : Kim Jalabert) : Maggie Sullivan
- Chad Michael Murray (VF : Yoann Sover ; VQ : Patrice Dubois) : Cal Jones
- Tom Jackson (en) (VFB : Daniel Nicodème ; VQ : René Rousseau) : Frank Cranebear
- Andrea Menard (en) (VFB : Fabienne Loriaux ; VQ : Marie-Josée Bastien) : Edna Cranebear
- Scott Patterson (VFB : Jean-Marc Delhausse ; VQ : Louis-Philippe Dandenault) : Harry « Sully » Sullivan

### Acteurs récurrents
- Lynda Boyd (en) (VFB : Stéphane Excoffier ; VQ : Claudine Chatel) : Phoebe Lancaster
- Allan Hawco (en) (VFB : Mickaël Dubois) : Andrew Mathews
- Amalia Williamson (VQ : Sarah Anne Parent) : Lola Gunderson
- Peter Outerbridge : (VQ : Alain Zouvi) Walter
- Dakota Taylor (VQ : Nicolas DePassillé-Scott) : Rafe Vadas
- Lauren Hammersley (en) (VQ : Geneviève Désilets) : Connie Boyle
- Reid Price (VQ : Iannicko N'Doua) : Rob Shandon
- Lindura (VQ : Naïla Louidort) : Sydney Shandon, sœur de Rob
- Zayn Maloney : Finn Shandon, fils de Rob
- Richard Donat (en) (VQ : Jean-Marie Moncelet) : Roy Gunderson
- Calem MacDonald (VQ : Louis-Philippe Berthiaume) : Kaleb Meyer
- T. Thomason (en) (VQ : Gabriel Lessard) : Jackson Canaday
- Hugh Thompson (en) : Tom Canaday

### Invités
- Laura Vandervoort : Lynne Baxter Jones (saison 1)
- Cindy Sampson : Jane (saison 2)
- Michelle Nolden : Alysa Mackenzie (saison 2)
- Meghan Ory : Sedona Jones, sœur de Cal (saison 2)

 Source et légende : version québécoise (VQ) sur Doublage.qc.ca

## Production
La série est tournée en Nouvelle-Écosse, notamment à Dartmouth, et les plans aériens à Peggys Cove.

## Épisodes

### Première saison (2023)
1. Retour au bercail (Coming Home)
2. Fauteur de troubles (Homewrecker)
3. Détours (Detours)
4. Entre l'arbre et l'écorce (Rock and a Hard Place)
5. Chute de pression (Pressure Drop)
6. Point de non-retour (Boiling Point)
7. Secondes chances (Second Chances)
8. Contrecoup (Aftershock)
9. L'Attrait du vide (Can't Help Falling)
10. Les Péchés du père (Sins of the Father)

#### Épisode 1:Retour au bercail / Retour aux sources
- Canada : 19 mars 2023 sur CTV
- États-Unis : 4 octobre 2023 sur The CW
- France : décembre 2024 sur TF1+
  - 24 avril 2025 sur TFX

#### Épisode 2:Fauteur de troubles / Monsieur Mystère
- Canada : 26 mars 2023 sur CTV
- France : décembre 2024 sur TF1+

#### Épisode 3:Détours / Disparition
- Canada : 2 avril 2023 sur CTV
- France : décembre 2024 sur TF1+

#### Épisode 4:Entre l'arbre et l'écorce / Sur le fil
- Canada : 9 avril 2023 sur CTV
- France : décembre 2024 sur TF1+

#### Épisode 5:Chute de pression / Coups de sang
- Canada : 16 avril 2023 sur CTV
- France : décembre 2024 sur TF1+

#### Épisode 6:Point de non-retour / Entre deux rives
- Canada : 23 avril 2023 sur CTV
- France : décembre 2024 sur TF1+

#### Épisode 7:Secondes chances / L'Heure des choix
- Canada : 30 avril 2023 sur CTV
- France : décembre 2024 sur TF1+

#### Épisode 8:Contrecoup / Vertiges
- Canada : 7 mai 2023 sur CTV
- France : décembre 2024 sur TF1+

#### Épisode 9:L'Attrait du vide / La Chute
- Canada : 14 mai 2023 sur CTV
- France : décembre 2024 sur TF1+

#### Épisode 10:Les Péchés du père / Le Procès
- Canada : 14 mai 2023 sur CTV
- France : décembre 2024 sur TF1+

### Deuxième saison (2024)
Elle est diffusée du 14 avril au 9 juin 2024 sur CTV et aux États-Unis à partir du 2 octobre 2024 sur The CW.
1. Mauvaise conscience (Guilt Trip)
2. Un orage se prépare (A Storm Is Brewing)
3. Les Confessions (Confessions)
4. Au cœur de la tempête (Eye of the Storm)
5. Les Secrets (Secrets)
6. Les Révélations (Revelations)
7. Les Rencontres (Reunions)
8. Vérité et conséquences (Truth and Consequences)
9. Les Remords (Remorse)
10. Une vie formidable (It's a Wonderful Life)

#### Épisode 1:Mauvaise conscience / Partir ou rester
- Canada : 14 avril 2024 sur CTV
- États-Unis : 2 octobre 2024 sur The CW
- France : décembre 2024 sur TF1+

#### Épisode 2:Un orage se prépare / Le Calme avant la tempête
- Canada : 21 avril 2024 sur CTV
- France : décembre 2024 sur TF1+

#### Épisode 3:Les Confessions / Contre vents et marées
- Canada : 28 avril 2024 sur CTV
- France : décembre 2024 sur TF1+

#### Épisode 4:Au cœur de la tempête / Dans l'œil du cyclone
- Canada : 5 mai 2024 sur CTV
- France : décembre 2024 sur TF1+

#### Épisode 5:Les secrets / De lourds Secrets
- Canada : 12 mai 2024 sur CTV
- France : décembre 2024 sur TF1+

#### Épisode 6:Les Révélations / Révélations
- Canada : 19 mai 2024 sur CTV
- France : décembre 2024 sur TF1+

#### Épisode 7:Les Rencontres / Trop c'est trop
- Canada : 26 mai 2024 sur CTV
- France : décembre 2024 sur TF1+

#### Épisode 8:Vérité et conséquences / Le Poids de la vérité
- Canada : 2 juin 2024 sur CTV
- France : décembre 2024 sur TF1+

#### Épisode 9:Les Remords / Les Remords de Sully
- Canada : 9 juin 2024 sur CTV
- France : décembre 2024 sur TF1+

#### Épisode 10:Une vie formidable / In extremis
- Canada : 9 juin 2024 sur CTV
- France : décembre 2024 sur TF1+

### Troisième saison (2025)
Une troisième saison de dix épisodes est confirmée le 6 juin 2024. Les réalisateurs prévus sont Chris Grismer (en), Winnifred Jong, April Mullen, Martin Wood  et Jonathan Wright. Elle est diffusée depuis le 27 avril 2025 sur CTV et le 14 mai 2025 sur The CW.
1. New Beginnings
2. Out of the Blue
3. The Ties That Bind
4. A Clear Perspective
5. Misunderstandings
6. Bad Timing
7. First Cut Is the Deepest
8. Blindsided
9. Head to the Heart

#### Épisode 1:New Beginnings
- Canada : 27 avril 2025 sur CTV
- États-Unis : 14 mai 2025 sur The CW

#### Épisode 2:Out of the Blue
- Canada : 4 mai 2025 sur CTV

#### Épisode 3:The Ties That Bind
- Canada : 11 mai 2025 sur CTV

#### Épisode 4:A Clear Perspective
- Canada : 18 mai 2025 sur CTV

#### Épisode 5:Misunderstandings
- Canada : 25 mai 2025 sur CTV